# UBAP2
UBAP2‏ (Ubiquitin-associated protein 2) هوَ بروتين يُشَفر بواسطة جين UBAP2 في الإنسان.

## الوظيفة
هذا الجين جين جديد عُزل بناءً على تعبيره في الغدة الكظرية البشرية. يحتوي البروتين كامل الطول المُشفّر بواسطة هذا الجين على نطاق UBA (نطاق مرتبط باليوبيكويتين)، وهو نمط موجود في العديد من البروتينات المرتبطة باليوبيكويتين ومسار اليوبيكويتين. بالإضافة إلى ذلك، يحتوي البروتين على منطقة مشابهة لنطاق موجود في بروتينات عائلة الأتروفين-1. لم تُحدد وظيفة هذا البروتين بعد. قد توجد متغيرات إضافية للوصل البديل، ولكن لم تُحدد طبيعتها كاملة الطول.